# ポール・グリモー
ポール・グリモー (Paul Grimault、1905年3月23日 - 1994年3月29日) はフランスのアニメーター、映画監督。繊細なスタイルで風刺や自然の情感あふれる描写を得意とする。ポール・グリモオとも。

## 来歴
グリモーはパリ近郊のヌイイ＝シュル＝セーヌで考古学者の息子として生まれた。美術学校で学び、15歳でパリのボン・マルシェ百貨店のアートショップで働く。兵役を勤めた後に家具職人となる。この時、詩人のジャック・プレヴェール（『やぶにらみの暴君』の脚本担当）と出会う。1931年からグリモーは実験アニメーション映画製作を始め、1936年、アンドレ・サリュと共に広告アニメーション製作会社のレ・ジェモー（Les Gémeaux）社を設立。アニメーション映画製作を始める。ところが第二次世界大戦が勃発。アニメーション製作は中止される。グリモーはカサブランカで戦闘のに従事する。戦争が終結すると製作チームは再結成され製作は再開。宝くじに当選するという経済的な幸運にも恵まれて、1943年に『大熊座号の乗客』を公開する。
1948年、彼の最もよく知られる作品である『やぶにらみの暴君』（La Bergère et le ramoneur）の製作を開始するが、予算が増大するばかりで映画は遅々として完成しなかった。1952年、レ・ジェモー社のアンドレ・サリュは、グリモーらメインスタッフを解雇してフィルムの編集版をヴェネツィア・フェスティバルに出品、翌年には劇場公開した。このことでグリモーとサリュは衝突。会社は分裂し、以降グリモーは自らの会社から作品を発表するようになる。1963年、グリモーはフィルムの所有権を取得し、1977年に発表、最終的に1980年に『王と鳥』（Le Roi et L'oiseau ）というタイトルで公開した。
1985年に開催された第一回広島国際アニメーションフェスティバルでは国際名誉会長を務めた。1988年には過去のグリモー作品をグリモー自身が楽しむという作品、「ポール・グリモー短編傑作集」を発表している。実写部分は友人の映画監督ジャック・ドゥミが担当。『やぶにらみの暴君』にも声優として参加した、女優のアヌーク・エーメも出演している。
1994年、グリモーはメニル＝サン＝ドニで亡くなった。

## 影響
高畑勲ら日本の作家達に大きな影響を与え、日本のアニメーションに大きな影響を与えている。2001年にパリで開催されたアニメーション・フェスティバルにおけるインタビューで、宮崎駿は「特に強い影響を受けた映画製作者を一人」という条件でポール・グリモーの名を挙げた。

## 主な作品リスト
- 「大熊座号の乗客」（Les Passagers de la Grande Ourse, 1943年）※
- 「かかし」（L'Épouvantail, 1943年）※
- 「避雷針泥棒」（Le Voleur de paratonnerres, 1944年）※
- 「小さな兵隊」（Le Petit soldat, 1947年）ヴェネツィア国際映画祭アニメーション賞受賞※
- 「やぶにらみの暴君」（La Bergère et le ramoneur, 1953年）ヴェネツィア国際映画祭審査員特別賞受賞
- 「王と鳥」（Le Roi et L'oiseau, 1979年）「やぶにらみの暴君」の改作。ルイ・デリュック賞受賞
- 「ポール・グリモー短編傑作集」（La Table Tournante, 1988年）

※は「ポール・グリモー短編傑作集」に収録